# Härmä
Härmä (Russisch: Горемыкино, Goremykino, tegenwoordig Хярмя) is een plaats in de Estlandse gemeente Setomaa, provincie Võrumaa. De plaats heeft de status van dorp (Estisch: küla) en telt 7 inwoners (2021).
Het dorp behoorde tot in oktober 2017 bij de gemeente Meremäe. In die maand werd Meremäe bij de nieuwe fusiegemeente Setomaa gevoegd.

## Ligging
Härmä ligt op de grens tussen de gemeenten Setomaa en Võru vald. De rivier Piusa stroomt langs de grens. In het dorp staat een tsässon, een oosters-orthodoxe kapel.

## Geschiedenis
Härmä werd voor het eerst genoemd in 1585 onder zijn Russische naam Goremykino. Het dorp behoorde eerst toe aan de grootgrondbezitter Fjodor Solovtsov uit Pskov en later aan het klooster van Petsjory. In 1882 viel het onder de gemeente Obinitsa. De Russische naam is waarschijnlijk afgeleid van Goremykin, een Russische adellijke familie. De Estische (en Võro) naam Härmä, die voor het eerst werd genoemd in 1885, gaat waarschijnlijk terug op de voornaam Herman. Dat kan een boer in het dorp zijn geweest. In 1922 had het dorp de naam Härma-Suure (‘Groot-Härma’). Ten zuidwesten van Härmä ligt een dorp Väiko-Härmä (‘Klein-Härmä’).
In 1920 kwam Härmä onder Estland. Het dorp viel tot in 1923 onder de gemeente Obinitsa, daarna onder de gemeente Meremäe in de provincie Petserimaa. Toen het grootste deel van Petserimaa in 1945 onder de Sovjetbezetting bij de oblast Pskov werd gevoegd, bleef Meremäe onder Estland vallen. Het was nu een gemeente in de provincie Võrumaa.
Tussen 1977 en 1997 hoorde het buurdorp Lindsi bij Härmä.

## Foto's

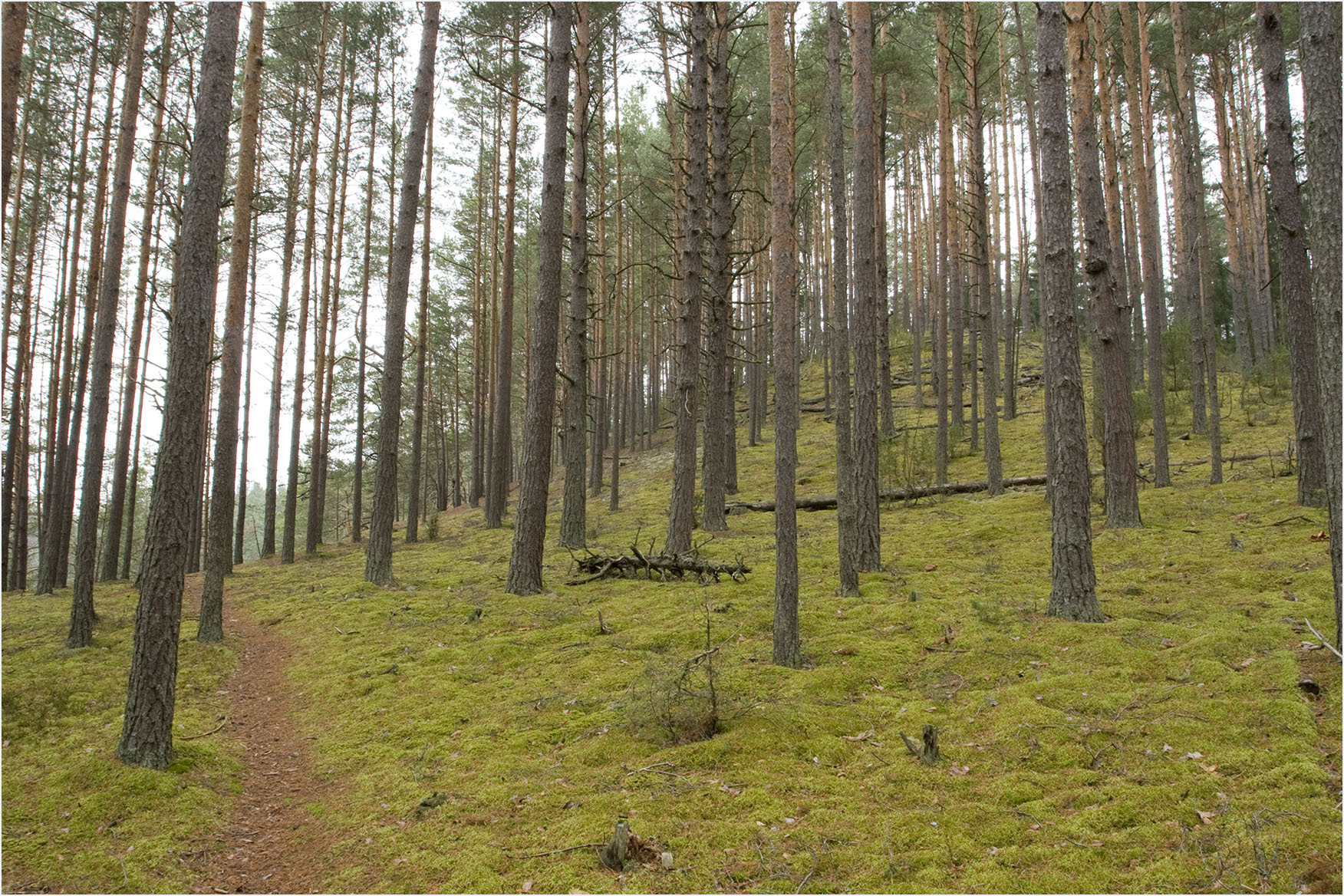
Bos bij Härmä
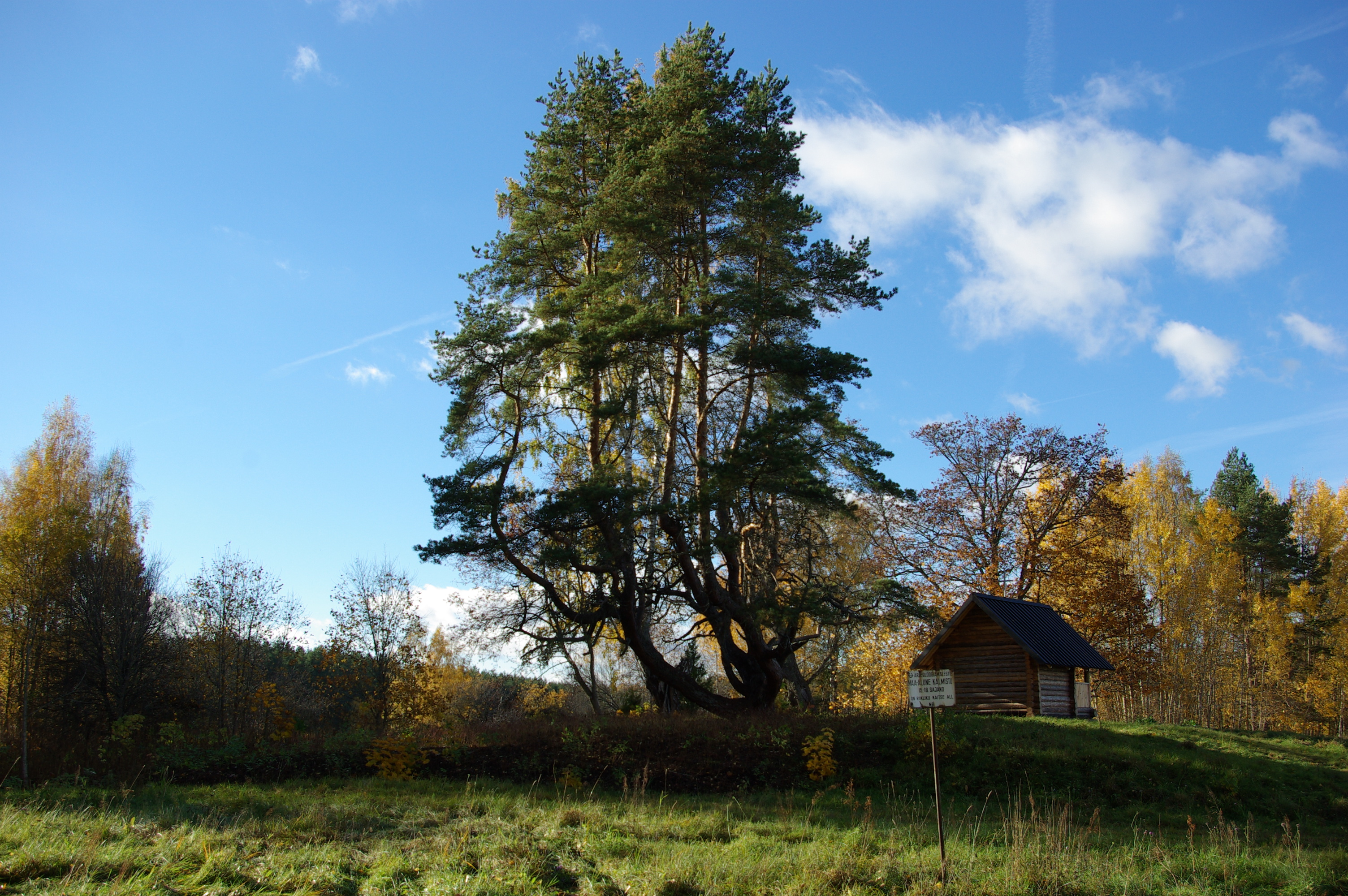
Grove den en de kapel in Härmä
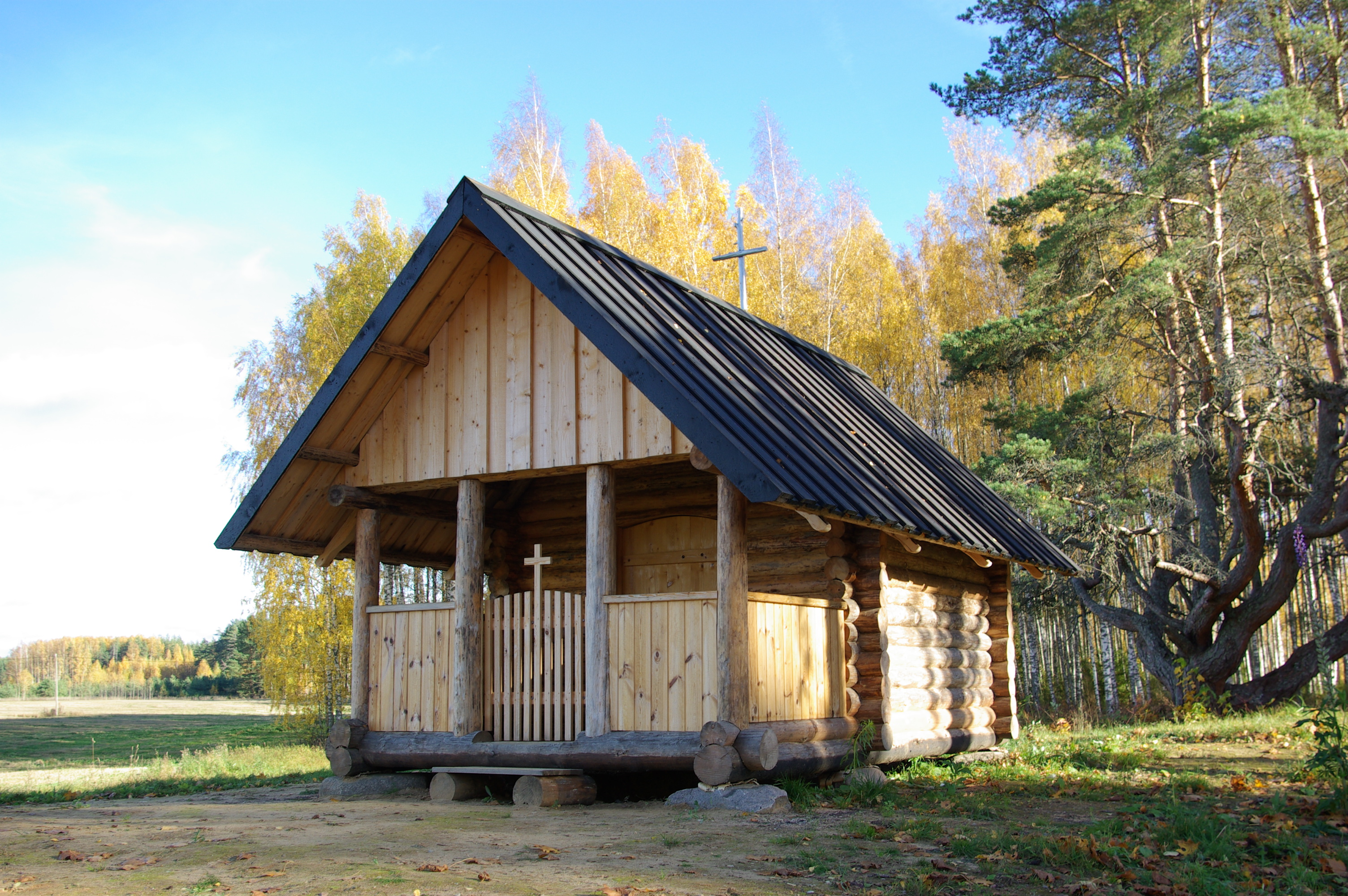
De kapel